# Делијска чесма
Делијска чесма је био назив више чесама, које су биле изграђене у Београду. Назив делијска долази из турске речи за лаку коњицу, за чије коње је чесма и служила.
Трећа чесма са овим именом је подигнута у Кнез Михаиловој улици приликом реконструкције 1987. по нацртима архитекте Александра Дерока и реплика је старије Делијске чесме. Прва чесма је изграђена 1843. а срушена 1889, када је уместо ње подигнута друга Делијска чесма. Та је срушена 1913. када је грађена зграда Српске академије наука. Првобитна Делијска чесма је по величини и лепоти била одмах иза Теразијске.